# Shundian
Shundian (kinesiska: 顺店, 顺店镇) är en köping i Kina. Den ligger i provinsen Henan, i den centrala delen av landet, omkring 65 kilometer sydväst om provinshuvudstaden Zhengzhou. Antalet invånare är 71 135. Befolkningen består av 34 439 kvinnor och 36 696 män. Barn under 15 år utgör 21,0 %, vuxna 15-64 år 68 %, och äldre över 65 år 9,0 %.
Genomsnittlig årsnederbörd är 665 millimeter. Den regnigaste månaden är september, med i genomsnitt 131 mm nederbörd, och den torraste är december, med 4 mm nederbörd.